# Krister Jacobsen
Krister Jacobsen, född 1987, är en dansk speedwayförare.
Jacobsen skrev 2007 på ett tvåårskontrakt med Valsarna från Hagfors. Tidigare har Jacobsen kört för Nässjö SK i svenska division 1.